# TuS Duisburg 48/99
TuS Duisburg 48/99 – niemiecki klub piłkarski z siedzibą w mieście Duisburg, w kraju związkowym Nadrenia Północna-Westfalia, działający w latach 1899–1964.

## Historia
- 1899 - został założony jako Duisburger FK 1899
- 1903 - połączył się z SV Viktoria 1893 Duisburg tworząc Duisburger SV Viktoria 1899
- 1921 - połączył się z Turn-Borussia Duisburg tworząc Duisburger TSV
- 1938 - połączył się z Duisburger TV 1848 tworząc TuS Duisburg 48/99
- 1943 - zmienił nazwę na KSG SpV/48/99 Duisburg
- 1945 - został rozwiązany
- 1945 - został na nowo założony jako TuS Duisburg 48/99
- 24.07.1964 - połączył się z Duisburger SpV tworząc Eintracht Duisburg

## Sukcesy
- 4 sezony w 2. Oberlidze West (2. poziom): 1959/60-1962/63.
- 1 sezon w Regionallidze West (2. poziom): 1963/64.
- 3 sezony w Verbandsliga Niederrhein (3. poziom): 1956/57-1958/59 (1958 - wicemistrzostwo i 1959 - mistrzostwo).
- 7 sezonów w Landesliga Niederrhein Gr. 2 (3. poziom): 1949/50-1955/56 (1954 - mistrzostwo i 1955 - wicemistrzostwo).